# Dries van der Lof

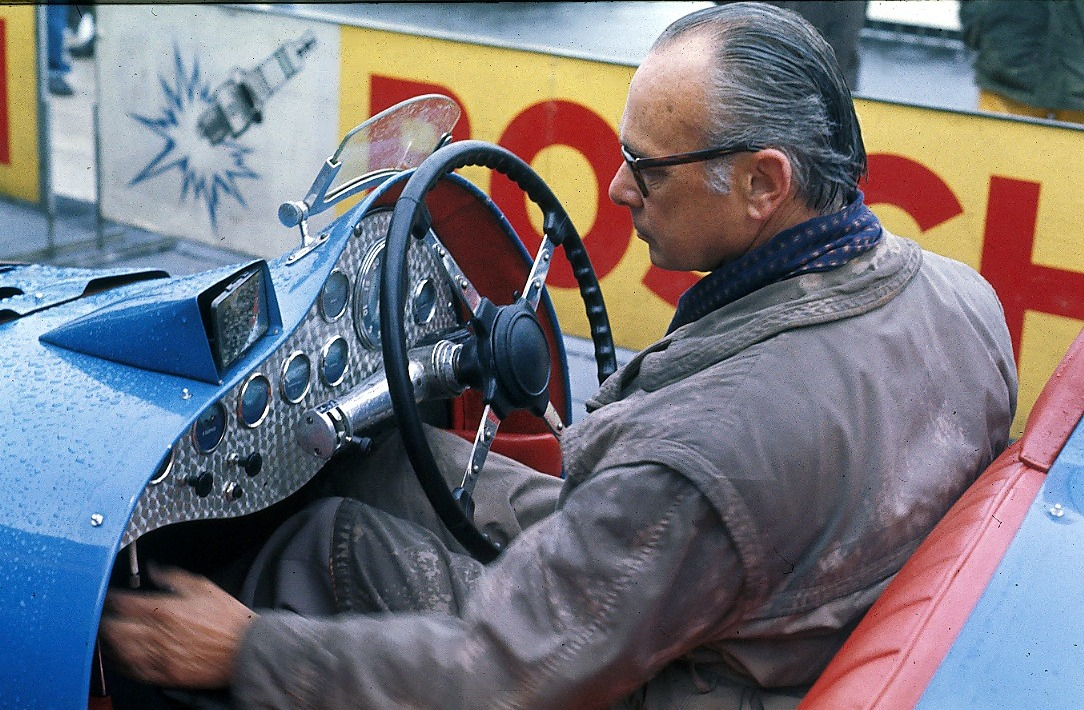
Dries van der Lof in de Delahaye MS 135 tijdens de Oldtimer Grand Prix op de Nürburgring in 1977.

Andre Dries van der Lof (Emmen, 23 augustus 1919 - Enschede, 24 mei 1990) was een autocoureur uit Nederland. 
Samen met Jan Flinterman was hij in 1952 de eerste Nederlander die startte in een Formule 1-race (destijds World Driver Championship). Om deelname van Van der Lof en Flinterman aan de Grand prix van Nederland mogelijk te maken, betaalde de Koninklijke Nederlandse Automobiel Club 2000 gulden.  Als (betalend) coureur reed hij de Grand Prix van Nederland in 1952 voor het team HWM, maar viel uit en scoorde geen punten.
Van der Lof was bestuurder van de door zijn vader opgerichte Twentsche Kabelfabriek in Haaksbergen en had later een collectie oldtimers waarmee hij tot in de jaren tachtig aan races deelnam. Voor zijn eenmalig optreden in de GP nam hij deel aan rally's. Zijn kleindochter Shirley was ook coureur en nam kortstondig deel aan het Duitse Formule 3-kampioenschap.  